# Kata Robles Izquierdo
María Catalina Robles Izquierdo (Lima, 13 de febrero de 1968 - 26 de noviembre de 2022),conocida artísticamente como Kata Robles fue una percusionista, activista y representante de la cultura afroperuana. Comenzó a tocar el cajón a temprana edad y, tras dominar el instrumento, se dedicó a enseñarlo para fomentar la participación de las mujeres en su interpretación. Como mujer afroperuana, miembro de la comunidad LGBTIQ+ y con una carrera de más de 20 años utilizó la música como herramienta de activismo, rompiendo estereotipos de género y raciales respecto a la música afroperuana.

## Biografía
María Catalina Robles Izquierdo nació en Lima el 13 de febrero de 1968, como parte de una destacada familia musical afroperuana. Sus tíos, Lalo Izquierdo e Isidoro Izquierdo fueron fundadores del emblemático grupo Perú Negro. Desde los cuatro años comenzó a tocar el cajón, influenciada por las fiestas criollas que se realizaban en su hogar de Barrios Altos, donde aprendió observando a su tía Vicky Izquierdo. A pesar de la oposición inicial de su padre, Kata y su hermana Peta Robles improvisaban ritmos en mesas, pupitres y muebles, lo que reforzó su vínculo con la música afroperuana desde temprana edad.

## Trayectoria musical

### Música
A lo largo de su carrera de más de 20 años, Kata Robles se destacó como impulsora del arte afroperuano, enfocándose en difundir y preservar su tradiciones musicales. Fue percusionista, cajonera y zapateadora, formando parte de importantes proyectos musicales y teatrales, como el revolucionario Teatro del Milenio (Kimbafá); donde, bajo la mentoría de Roberto Arguedas, exploró formas contemporáneas y versátiles, desarrollando un estilo propio de música afroperuana. Luego de cinco años en este colectivo, colaboró con renombrados grupos y artistas como Yuyachkani, Susana Baca y Kalimbá (Leslie Patten) En 2015, representó al Perú en el Smithsonian Folklife Festival como parte de la delegación afroperuana, realizando conciertos y exhibiciones diarias de cajón y zapateo También participó en el documental The Warrior Women of Afro-Peruvian Music (Las Guerreras de la Música Afroperuana), que buscaba visibilizar el papel de las mujeres en este género, con el cual también se desarrolló la producción de un álbum grabado entre Perú, Nueva York y Chicago

### Docencia
Además de su carrera como intérprete, Kata Robles dejó un importante legado como educadora y activista, con un fuerte compromiso por impulsar la participación de las mujeres en la música. Se especializó en la enseñanza musical infantil, creando metodologías inclusivas para niños y niñas con distintas capacidades. Como profesora, llevó la percusión afroperuana a diversos espacios a través de clases maestras fomentando el aprendizaje del cajón y zapateo. También fue una de las primeras en desarrollar agrupaciones musicales feministas, como la comparsa Parió Paula Percusión y el conjunto Ambiente Criollo con el propósito de ampliar la presencia femenina en la música afroperuana. Su labor docente no solo se centró en la técnica musical, sino también en utilizar la música como una herramienta de cambio social.

## Reconocimientos
Nominada en la 21ª entrega anual de los Premios Grammy Latinos, en la categoría de Mejor Video Musical Versión Larga, por su participación en el video The Warrior Women of Afro-Peruvian Music (Las Guerreras de la Música Afroperuana).
Recibió de forma póstuma, la distinción de Personalidad Meritoria de la Cultura, otorgada por el Ministerio de Cultura del Perú, en el marco de la conmemoración del día de la canción criolla. La Resolución Ministerial que oficializa este reconocimiento, destacó su trabajo como docente, intérprete, portadora y difusora de la tradición musical afroperuana.